# Jan Škoda
Jan Škoda (ur. 2 kwietnia 1896 roku w Smichovie, zm. 17 listopada 1981 w Pradze) – czeski reżyser, dramaturg, reżyser teatralny i aktor. W 1954 otrzymał tytuł artysty narodowego.

## Życiorys
W 1914 roku ukończył szkołę średnią w Pradze, po której zdał maturę. Po I wojnie światowej kontynuował naukę na Politechnice Czeskiej. Jednocześnie ucząc się na wydziale teatralnym Konserwatorium Praskiego (1920–1923), gdzie uczył się pod okiem profesora Jaroslava Hurta w konserwatorium, a w latach dwudziestych wraz z innymi młodymi studentami i absolwentami klasy J. Hurta grał w Holešovice Legion of Children w pozaszkolnych przedstawieniach publicznych. W 1921 roku, jako student Konserwatorium, dostał się na zajęcia teatralne w Teatrze Narodowym, gdzie występował w pomniejszych rolach aż do 1924 roku.
Następnie pracował jako reżyser w Teatrze Państwowym w Koszycach (1924–1926), później jako reżyser i kierownik dramatu w Teatrze Wschodnioczeskim w Pardubicach (1926–1928), w Czeskich Budziejowicach (1928–1929), a od roku 1930 do roku 1937 jako kierownik sztuk i reżyser w Narodowym Morawsko-Śląskim Teatrze w Ostrawie (z wyjątkiem sezonu 1931–1932 spędzonego w Słowackim Teatrze Narodowym w Bratysławie, gdzie pełnił funkcję kierownika dramatu czeskiego). W latach 1937–1939 był kierownikiem sztuki i reżyserem Teatru Miejskiego w Brnie, a pod koniec 1939 roku powrócił do Narodowego Morawsko-Śląskiego Teatru w Ostrawie, gdzie w roku został dyrektorem.
W czasie okupacji w 1942 został aresztowany. Szybko został wypuszczony, jednak zwolniono go ze stanowiska dyrektora.
Od 1943 pracował w Teatrze Niezależnym (Nezávislé divadlo), Teatrze Kameralnym oraz w Teatrze Urania w Holešovicach. W maju 1945 wraz z innymi aktorami ostrawskiego teatru: Karelem Paloušem i scenografem Janem Sládkiem, założył w Pradze „Malé Realistké divadlo” i został jego dyrektorem.
JWe wrześniu 1945 przeniósł swój teatr do dawnego Teatru Švandov i nowy teatr funkcjonował pod nazwą „Teatr Realistyczny”. W skład zespołu zaangażowani byli m.in. Jiří Dohnal, Bohuš Záhorský i Jiřina Petrovická. Dramaturgiem teatru został Erik Adolf Saudek, znany czeski tłumacz dzieł Szekspira.
W latach 1950–1951 był reżyserem w Teatrze Narodowym w Pradze. W Teatrze Narodowym współpracował wyłącznie ze scenografem Františkiem Tröstrem, którego później często zapraszał do współpracy przy swoich produkcjach w Teatrze na Vinohradach.
Od 1951 pracował jako kierownik artystyczny i reżyser Teatru na Vinohradach i w działającym tam Teatrze Armii Czechosłowackiej (od roku jako Centralny Teatr Armii Czechosłowackiej), aż do przejścia na emeryturę w roku 1960.
Był członkiem Komunistycznej Partii Czechosłowacji.

## Nagrody i odznaczenia
- Order 25 lutego 1948 (1949)[10]
- Artysta narodowy (1954)[11]
- Order Republiki(inne języki) (1961)[10][12]